# The Alphabeat
«The Alphabeat» es una canción instrumental de género house interpretada por el disc jockey francés David Guetta. Pertenece a su quinto álbum, Nothing but the Beat (2011). La canción fue escrita por Guetta y Giorgio Tuinfort, mientras su producción fue dirigida por Guetta, Tuinfort y Black Raw. "The Alphabeat" fue lanzada digitalmente el 26 de marzo de 2012, como el cuarto sencillo promocional del álbum, seguido por "Titanium", "Lunar" y "Night of Your Life", las cuales fueron lanzadas como parte de iTunes' poco antes del lanzamiento del álbum. The Alphabeat fue lanzado como sencillo promocional del álbum publicado.

## Vídeo musical
El vídeo musical de "The Alphabeat" fue dirigido por So Me. El vídeo fue subido a la cuenta oficial de YouTube de Guetta el 2 de abril del 2012. Presenta muchas tomas del Renault Twizy, como si se tratase de un comercial para el auto. Además presenta varios cameos de la exesposa de Guetta, Cathy Guetta.

## Formatos y lista de canciones
- Descarga digital

1. «The Alphabeat» (Radio Edit) - 3:25

## Créditos y personal
Créditos adaptados a partir de las notas de Nothing but the Beat.
- David Guetta - composición, producción
- Giorgio Tuinfort - composición, producción
- Black Raw - producción

## Posicionamiento en listas
| Lista (2012)                    | Mejor posición |
| ------------------------------- | -------------- |
| Bélgica (Flandes) (Ultratop 50) | 22             |
| Bélgica (Valonia) (Ultratop 50) | 40             |
| Francia (SNEP)                  | 46             |

## Controversia
El leitmotiv de la canción guarda una sorprendente similitud con la introducción de 'Los Sobrevivientes', canción del grupo argentino Serú Girán. Esta similitud ha generado controversias entre usuarios en línea sobre posibles acusaciones de plagio. Hasta ahora, no se ha reportado ninguna acción legal al respecto.